# Maria Celeste Crostarosa

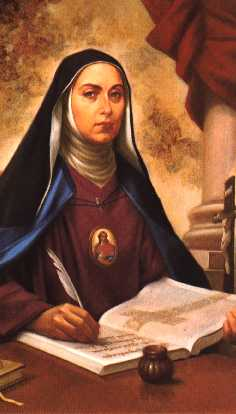
Maria Celeste Crostarosa (Bild von ca. 1910)

Maria Celeste Crostarosa (* 31. Oktober 1696 in Neapel; † 14. September 1755 in Foggia) ist eine Selige und war eine italienische Nonne und Mystikerin. Sie gründete 1731 den Orden der Redemptoristinnen (Kürzel: O.Ss.R. = Ordo Sanctissimi Redemptoris, deutsch: Orden des Heiligsten Erlösers). Sie regte den hl. Alfonso Maria de Liguori, mit dem sie eine innige Freundschaft verband, 1732 zur Gründung der männlichen Kongregation der Redemptoristen (C.Ss.R.) an.

## Leben
Die spätere Schwester Maria Celeste wurde am 31. Oktober 1696 in Neapel als zehntes von zwölf Kindern des Ehepaares Francesco Crostarosa und Paola Battistini Caldari geboren und auf den Namen Julia Marcella getauft. Die Eltern stammten aus angesehenen Familien in den Abruzzen, die Herren von Aquila und Pizzoli waren. Sie verbrachte ihre Kindheit und Jugend in der Geborgenheit des Elternhauses und wird als aufgewecktes Kind von anziehendem und heiteren Wesen beschrieben. Sie lebte in einem von tiefer Religiosität erfüllten Umfeld und wurde von der Mutter zu einem religiösen Leben angeleitet. Zwanzigjährig begleitete sie ihre Schwester Ursula in das kürzlich gegründete Karmelitinnen-Kloster in Marigliano und blieb gleich dort. Sie war eine Frau von feurigem Temperament, großer Liebenswürdigkeit, klarem Verstand und hoher intellektueller Begabung. Da man bald ihre besondere Gabe zur Menschenführung erkannte, wurden ihr schon als Novizin wichtige Aufgaben übertragen und manche Missstände auf ihre Anregung im Kloster beseitigt.
Nach sieben Jahren musste das Kloster aber wegen unzumutbarer äußerer Verfügungen aufgehoben werden und die Crostarosa-Schwestern zogen 1724 in das Heimsuchungskloster in Scala (SA). In neun Klosterjahren in Marigliano und Scala war Maria Celeste durch mannigfache Aufgaben gereift und glaubte, erkannt zu haben, wozu Gott sie berief.

### Ordensgründung
Noch als Novizin, am 25. April 1725, wurde Maria Celeste in einer ersten großen Offenbarung bewusst, dass Gott sie berief, einen neuen Orden zu gründen. Sie schwieg zunächst, fühlte sich dann aber in ihrem Inneren gedrängt, sich ihrer Novizen-Leiterin zu offenbaren, und fand deren Ermunterung. Innerhalb von vierzig Tagen schrieb Maria Celeste nach der täglichen Kommunion durch göttliche Eingebung die Regeln des neuen Ordens nieder.
Infolge äußerer Ablehnung und Widerstände gegen die neue Ordensregel und Anfeindungen im Kloster musste Maria Celeste viele Demütigungen ertragen, die schließlich dazu führten, dass sie, von ihren Mitschwestern ausgeschlossen, das Kloster verließ.
Von inneren Zweifeln geplagt, fand sie in weiteren fünf Jahren zu ihrer festen Überzeugung zurück, von Gott zur Gründung eines neuen Ordens berufen zu sein. In dieser Zeit (1730) fand sie in dem hl. Alfonso Maria de Liguori, mit dem sie eine tiefe geistliche Freundschaft verband, eine große Hilfe und Stütze, der in Maria Celestes Ordensregeln das Wirken Gottes zu erkennen glaubte.
Schließlich konnte sie in Foggia ein Kloster gründen, wo sie mit ihren Mitschwestern nach ihren unveränderten Regeln leben konnte, Ruhe fand und im Auftrage ihres Beichtvaters eine Autobiografie (nur in Italienisch, neuere engl. Übersetzung in Vorbereitung) schrieb.
Hier starb sie, schon während ihrer Lebenszeit als „heilige Priorin“ verehrt, neunundfünfzigjährig am 14. September 1755. Ihr unverwester Leichnam ruht in einem Schrein in der Hauskapelle des Klosters Foggia.
Ihre Gedanken, ihre Spiritualität und mystischen Erfahrungen hinterließ sie in sechzehn Schriften, von denen die „Dialoge“, die „Stufen des Gebetes“ und die „Selbstbiographie“ als die wichtigsten zu bezeichnen sind.
1901 wurde der Prozess zu ihrer Seligsprechung eingeleitet, 2013 wurde sie zur Ehrwürdigen Dienerin Gottes und 2016 seliggesprochen.

### Mystik
Für den Empfang religiöser mystischer Visionen begabte Menschen haben offenbar die besondere Fähigkeit, sich die nicht real gegenwärtige Gottheit so intensiv vorzustellen und vergegenwärtigen zu können, dass sie mit Gott in eine für wahr geglaubte Wirklichkeit und Zwiesprache eintreten und seine Worte für absolut real und wahr vernehmen zu können glauben. In der christlichen Mystik wird Gott häufig in der Gestalt Jesu Christi realisiert, da man sich den menschgewordenen Gottessohn besonders gut personifiziert vorstellen kann, wobei Jesus Christus häufig konkret in einer seiner (vom Mystiker) bevorzugt gesehenen Heilsbotschaften identifiziert und angesprochen wird. Maria Celesta sieht Gott offenbar zuerst in seiner Eigenschaft als allerheiligster Erlöser (vgl. Ordensnamen). Die Vorstellung der Mystikerin geht davon aus, dass der Mensch von Gott so sehr geliebt wird, dass wir in Sorge und Angst sein müssen, wie der Mensch Gottes unendliche Liebe erwidern kann. Daher sieht die Mystikerin Maria Celeste die höchste Erfüllung und die tiefste mystische Vereinigung darin, in kontemplativer Zwiesprache in größter Liebe zu Gott entbrannt zu sein und für alle, die Gott nicht diese Liebe entgegenbringen, mit zu lieben und die Menschen zur Liebe zu Gott anzuleiten, wobei die Vorstellung der nicht genügenden menschlichen Liebesfähigkeit auch noch von der Angst, den Himmel zu verpassen, getrieben sein kann.
In der Schrift Der Plan des Vaters lässt Maria Celeste Gott Vater seinen Heilsplan so verkünden:
„Mit großer Sehnsucht habe ich danach verlangt, meinen Geist der Welt zu geben und den Menschen mitzuteilen, um mit ihnen und in ihnen zu leben […] Damit die Menschen meine ewige Liebe erkennen, mit der ich sie geliebt habe, gefiel es mir, dieses Institut [Gründung des Ordens, Anm. des Verf.] zu errichten. Es soll für alle Menschen eine LEBENDIGE ERINNERUNG an das Wirken meines Sohnes in den dreiunddreißig Jahren seiner irdischen Pilgerschaft sein.“
Dieser Text trifft den Kern des kontemplativen Lebensentwurfs des Redemptoristinnen-Ordens und wurde in die Ordensregel, knapp zusammengefasst, aufgenommen: „Wir sind vom Vater berufen, in Kirche und Welt von heute eine Viva Memoria (ein lebendiges Gedächtnis) an den Erlöser darzustellen.“ An anderer Stelle sehen die Redemptoristinnen den Auftrag ihrer Gründerin so: “Through our apsotolate of prayer, we pray in the name of the church for all of the people of God, our Redemptorist Fathers and Brothers, and especially the poor, lonely, and abandoned who would otherwise have no one to remember and pray for them. This is our main work.”

## Nachleben
Wenn auch als Person eher unbekannt, ist die Gedankenwelt Maria Celeste Crostarosas auch heute noch in modernen Übersetzungen ihrer Werke sowie in zahlreicher Sekundärliteratur über sie und ihre Botschaft fassbar.
In Europa und Amerika existieren mehrere Niederlassungen des Redemptoristinnenordens. Weltweit leben etwa noch 400 Schwestern in etwa 40 Klöstern.
Im Unterschied zum männlichen Zweig sind die weiblichen Redemptoristinnen auf ein rein kontemplatives Leben ausgerichtet.
Im Lauf der mehr als 270-jährigen Geschichte des Ordens wurde die erste Regel mehrmals den theologischen Auffassungen der Zeit angepasst. Dabei geriet die Gründerin Maria Celeste Crostarosa immer mehr in Vergessenheit. Erst bei der Regel-Revision nach dem II. Vatikanischen Konzil fand man ihre Schriften in den Archiven wieder. 1985 wurde die neue Regel, deren Basis die ursprünglichen Gedanken der Ordensgründerin sind, von der Religiösen-Kongregation in Rom approbiert.